# Hagnagora ignipennis
Hagnagora ignipennis là một loài bướm đêm trong họ Geometridae.